# Panzer-Division Müncheberg
La Panzer-Division Müncheberg era una divisione corazzata dell'Esercito tedesco, costituita negli ultimi mesi della seconda guerra mondiale. Prese il nome dalla località in cui venne ufficialmente formata nel marzo 1945, ovvero la città di Müncheberg. Il suo unico comandante fu il maggior generale della riserva Werner Mummert.
Quando la guerra si concluse, la Müncheberg era ancora in fase di formazione. Tuttavia, inquadrata nel 56º Panzerkorps del generale Helmuth Weidling e dotata solo di alcune decine di carri armati Panther, venne immediatamente schierata sul fronte dell'Oder per contrastare la potente offensiva finale dell'Armata Rossa in direzione di Berlino.
Dopo una coraggiosa resistenza la divisione, come le altre unità del generale Weidling, venne respinta verso la capitale e rimase accerchiata all'interno dell'area metropolitana di Berlino; attestata nella zona meridionale della città, difese tenacemente le sue posizioni intorno all'aeroporto Tempelhoff e inflisse dure perdite alle unità sovietiche che avanzavano da sud.
Lentamente respinta sempre più a nord verso il centro di Berlino alla data del 2 maggio 1945 (giorno della capitolazione finale della città) era ormai ridotta a poche centinaia di uomini e una decina di panzer.
La divisione venne ufficialmente sciolta nel maggio 1945.
Uno dei suoi uomini, Horst Zobel (Hauptmann Kdr der Pz.Abt Müncheberg), venne decorato con la Croce di Cavaliere della Croce di Ferro il 14 aprile 1945.

## Comandanti
- Maggior generale della riserva Werner Mummert (9 marzo – 8 maggio 1945)

## Ordine di battaglia
- Panzer Abteilung Kummersdorf (battaglione corazzato)
- Panzer Abteilung Müncheberg (battaglione corazzato)
- Panzer Grenadier Regiment Müncheberg (panzergrenadier = Granatieri corazzati)
- Panzer Artillerie Regiment Müncheberg (reggimento di artiglieria)
- Panzer Aufklärungs Abteilung (battaglione corazzato da ricognizione)
- 682. Panzerjäger Abteilung (mot) (battaglione cacciacarri motorizzato)
- 301. Heeres Flak Artillerie Abteilung (mot) (battaglione artiglieria antiaerea motorizzato)
- Panzer Pionier Kompanie (mot) (compagnia corazzata del genio pionieri)
- Panzer Nachrichten Kompanie (compagnia trasmissioni corazzata)
- Panzer Versorgungstruppen (unità di supporto corazzato)